# Cavanagh
Cavanagh är en ort i Argentina.   Den ligger i provinsen Córdoba, i den centrala delen av landet, 400 km väster om huvudstaden Buenos Aires. Cavanagh ligger 123 meter över havet och antalet invånare är 1 150.
Terrängen runt Cavanagh är mycket platt. Runt Cavanagh är det glesbefolkat, med 15 invånare per kvadratkilometer.. Närmaste större samhälle är Arias, 19,6 km söder om Cavanagh.
Trakten runt Cavanagh består till största delen av jordbruksmark.